# 兔古拉
《兔古拉》（英語：Bunnicula）是華納兄弟動畫公司的一部美國動畫電視影集，由傑西卡·博魯茨基開發，博魯茨基和麥克斯韋原子公司製作，並由華納兄弟電視公司發行。它於2016年2月6日在卡通頻道首播，也在同日於迴旋鏢首播。
2018年5月23日，華納兄弟宣布Bunnicula的第三季將於 2019 年在 Boomerang 流媒體服務上首播。 然而，該季的每一集會先在 Boomerang 網絡上首播，播出時間為 2018年12月1日至2018年12月30日。
本節目播完以來，迴旋鏢繼續在2021年播出重播。

## 故事
在與父親和寵物Chester和Harold搬到紐奧良後，Mina Monroe留下了她已故的瑪麗姑姑給她的鑰匙，她用它來打開Orlock公寓的地窖。這樣做可以釋放一隻名叫兔古拉的吸血鬼兔子，它會吸取蔬菜而不是一般吸血鬼認為的血液來增強自己的力量。不知道他的特質，她收養了他並使他成為門羅家族的新成員。該系列主要以切斯特和哈羅德加入 Bunnicula 的超自然冒險為背景，這些冒險涉及只有他才能解決的情況。

## 轉播
由多個電視轉播。